# Quilamba
Quilamba es un nuevo barrio en el Municipio de Belas en Angola, en la provincia de Luanda, inaugurada el 11 de julio del 2011 está proyectada a funcionar como sede del recién creado municipio de Belas.

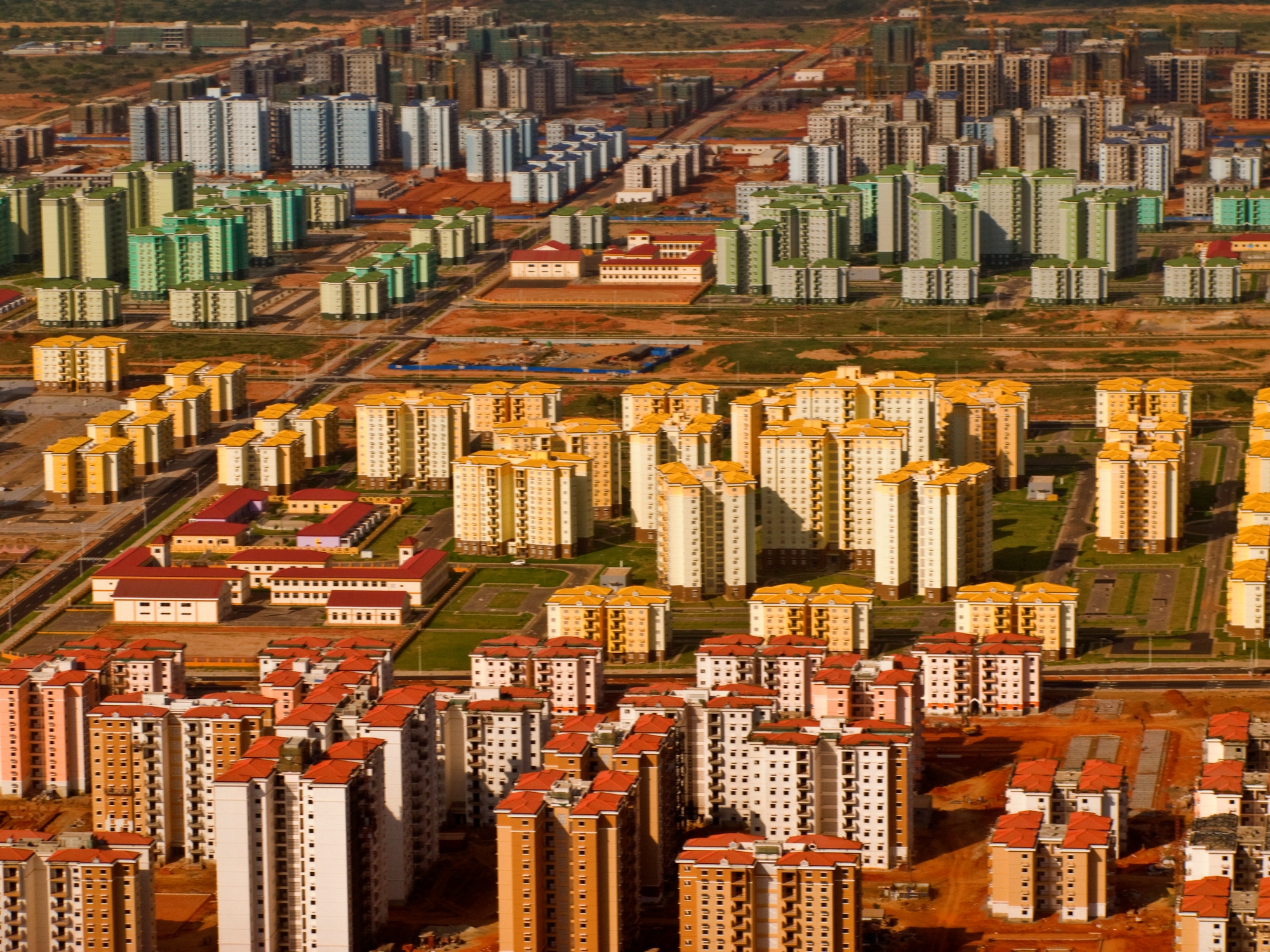
Vista parcial de lo nuevo barrio de Quilamba en Angola

Lo barrio de Quilamba está localizado a cerca de 20 Kilómetros al sur del centro de la capital Luanda, teniendo como referencia local al Estadio Nacional 11 de Novembro. El proyecto fue concebido para realizarse en tres partes, con un total de 82 mil apartamentos, en un área de 54 kilómetros cuadrados. La primera piedra del proyecto fue lanzada el día 31 de agosto de 2008, siendo lo barrio oficialmente inaugurado el 11 de julio del 2011 por el presidente de la República José Eduardo dos Santos.

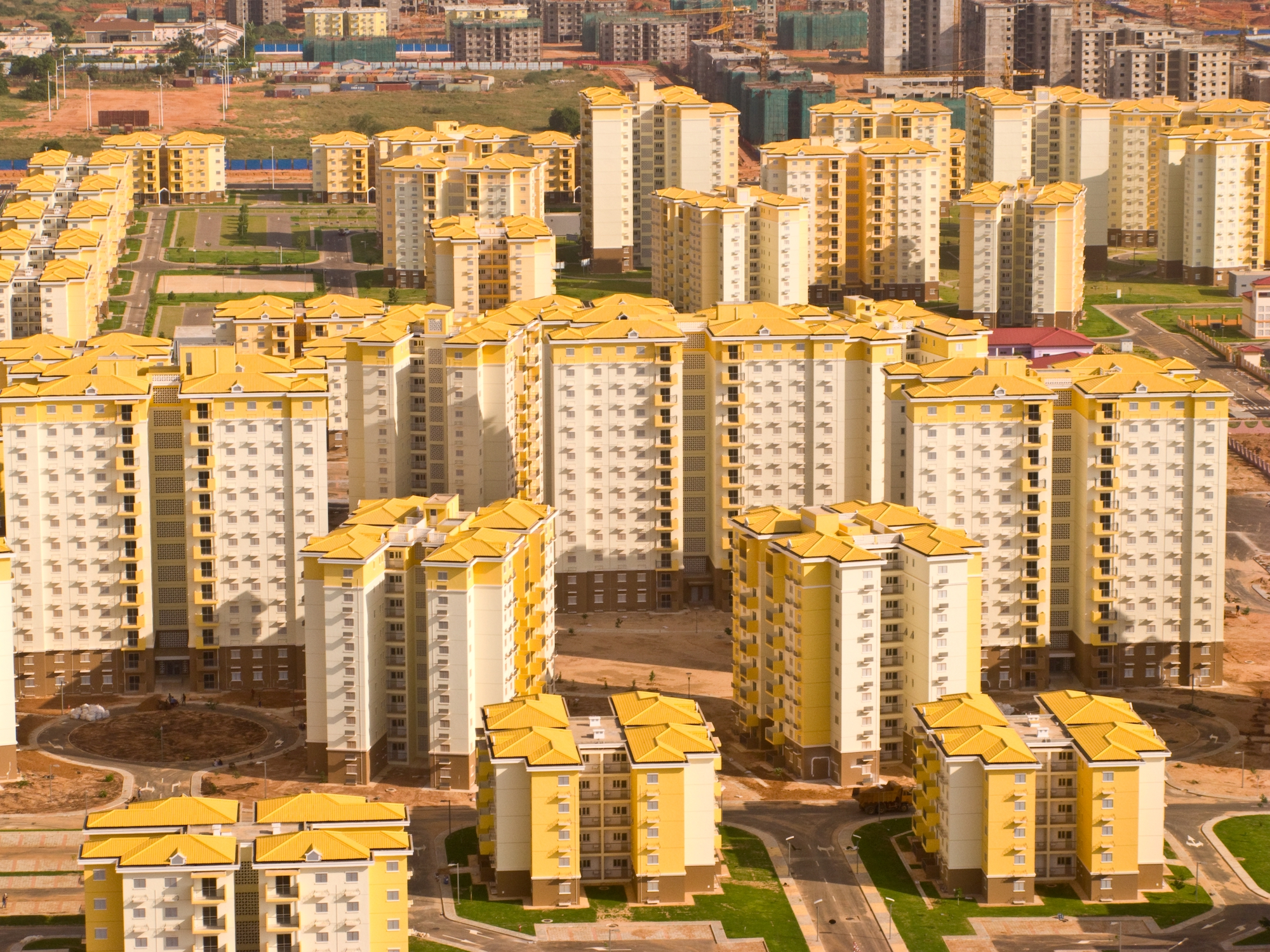

La primera fase de este proyecto fue prevista para alojar cerca de 19.000 personas en 115 edificios, en un total de 3.800 apartamentos, erguidos en un estándar urbano públicos integrados, como escuelas e instituciones financieras. Segundo Manuel Vicente, presidente del concejo de administración de Sonangol en la altura de la inauguración de la centralidad, la formalización de la primera entrega del contrato compuesta por diez kilómetros de carreteras, 48 tiendas , parques de estacionamiento, estaciones de parada para transporte públicos, entre otros equipamientos urbanos. el alcance inicial del proyecto comprende 710 edificios, 24 viveros, nueve escuelas primarias, ocho secundarias y 50 kilómetros de carreteras.
Los edificios están dispuestos en cuatro bloques, equipados con cuatro jardines de infancia, dos escuelas primarias y una secundaria. Elementos tales como soportes y tuberías para electrodomésticos aire acondicionado fueron incorporados en la arquitectura de los edificios.
Están concluidas las infraestructuras sociales, como escuela primarias y secundarias, con espacios deportivos dotados de bloques de múltiples juegos con canchas de fútbol y pistas de atletismo. Las estaciones de tratamiento de agua potable (ETAP) y la de tratamiento de aguas residuales están lista para utilizarlas, y dos subestaciones eléctricas brindan la energía a lo barrio.

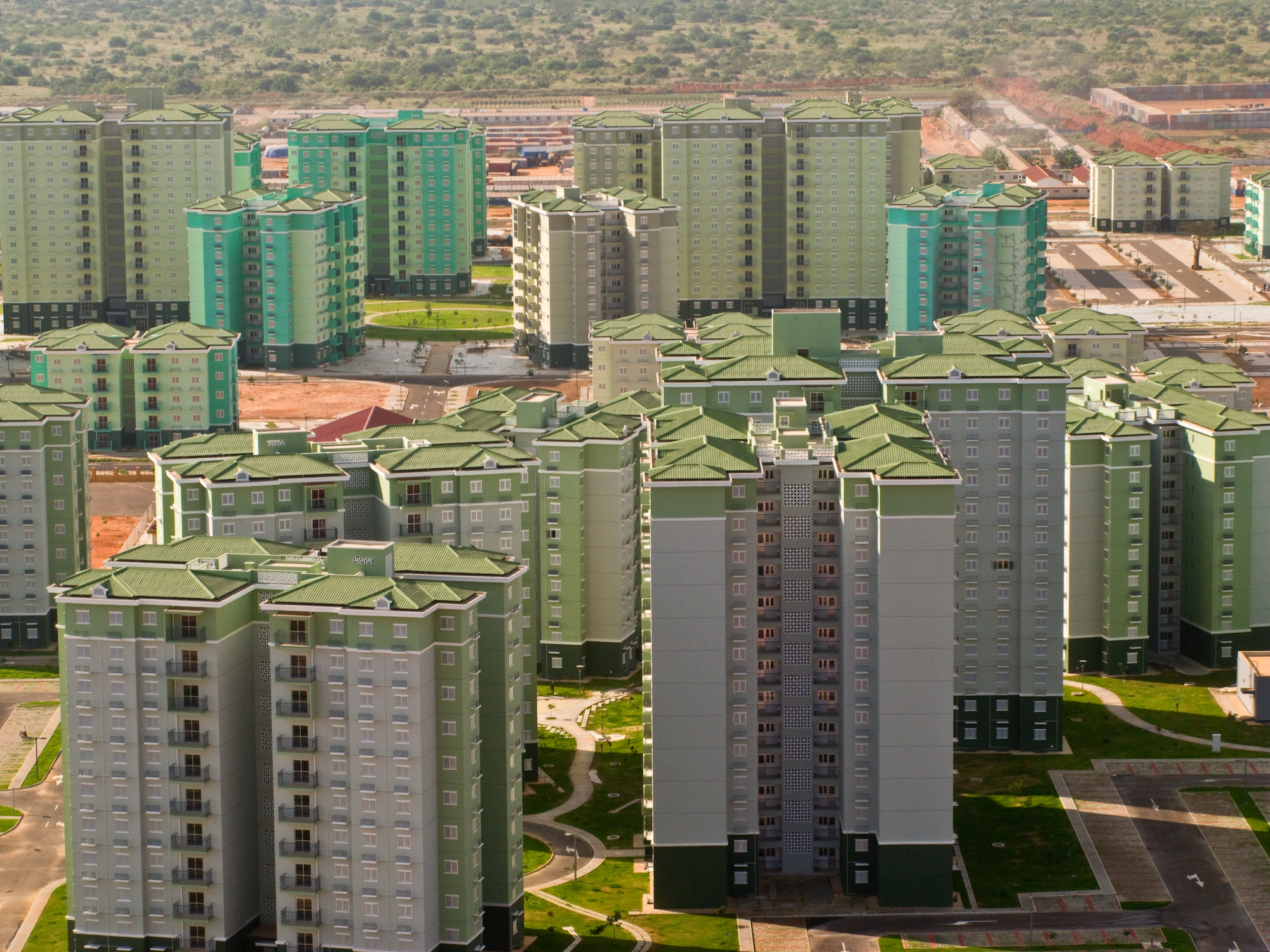

Lo barrio fue construida sin barreras arquitectónicas, de modo a que las personas discapacitadas puedan circular de forma autónoma y con seguridad. Lo barrio dispone también de un hospital y una clínicas,  está prevista en construcción de por lo menos 12 centros de salud en la localidad.
Está prevista la instalación de depósitos de basuras selectivos, por lo que la recolección de los residuos se realizará con una preselección ecológica.
Al lado de las zonas residenciales fueron reservados espacios para la inversión privada, para la construcción de edificios de oficinas, centros comerciales y otros, obedeciendo el plan maestro de lo barrio.
En Quilamba están planeadas infraestructuras destinadas a los servicios municipales de acuerdo a un modelo que se propone ser el embrión para probar la creación de autoridades a nivel nacional, entre ellas la futura Camaea Municipal, el Tribunal Municipal y otros servicios.
Los más de 3000 apartamentos de la Quilamba arrancaron desde el 22 de agosto de 2011 a comercializarse. En Sonangol Imobiliária dispone de 3.180 apartamentos del tipo T3 A, B, C y T5. Las casas T3 A y B tienen 110 metros quadrados, T3 C tienen 120 y T5 tienen 150 metros cuadrados.
En el 2012 lo barrio Quilamba tiene 750 pisos de ocho bloques de apartamentos, mas no tiene habitantes,y el costo a partir de 120.000 dólares es demasiado elevado para la gran mayoría de potenciales interesados. Hay temores de que el proyecto de 3.500 millones de dólares, construido en tres años, pueda continuar vacío durante años.